# Finlands gymnastikförbund
Finlands gymnastikförbund (finska: Suomen voimisteluliitto) är takorganisation för Finlands gymnastikföreningar. Förbundet grundades 1896 som det tvåspråkiga Finska kvinnors gymnastikförbund. Förbundet uppdelades 1917 på språklig grund i två sektioner, en finsk och en svensk. Sektionerna blev självständiga förbund 1921, då det svenskspråkiga tog namnet Svenskt förbund för fysisk fostran för Finlands kvinnor, från 1937 Finlands svenska kvinnogymnastikförbund och från och med 1981 Finlands svenska gymnastikförbund sedan de finlandssvenska gymnastikföreningarna för män anslutit sig till det nya gemensamma förbundet.
Förbundet är medlem i Finlands olympiska kommitté.